# McCarran Internal Security Act
Der Internal Security Act von 1950 ist ein Bundesgesetz der Vereinigten Staaten. Nach seinem maßgeblichen Verfasser, dem Senator Pat McCarran, wird es oft McCarran Act oder McCarran Security Act genannt. Es hat die Bekämpfung als „subversiv“ eingestufter Organisationen zum Inhalt und gilt als wichtiges Gesetz der McCarthy-Ära.

## Urheber
Sein Urheber, Senator Patrick McCarran, war ein konservativer Demokrat und Gegner des New Deals. Er befürchtete eine Unterwanderung der im New Deal geschaffenen neuen Behörden durch Angehörige der Kommunistischen Partei der USA  sowie einen Zustrom radikaler und kommunistischer Emigranten. Als Chef des Justizausschusses des Senats schuf er eine Behörde für die zwangsweise Registrierung aller Kommunisten und als kommunistisch eingestuften Organisationen, das Subversive Activities Control Board (SACB).

## Inhalt
Das Gesetz verlangte die Registrierung kommunistischer „Aktionsorganisationen“ (Communist-action organizations) und Vorfeldorganisationen (Communist-front organizations) beim Justizministerium der USA. Als Aktionsorganisationen wurden direkt von einer ausländischen kommunistischen Regierung gesteuerte Organisationen bezeichnet. Vorfeldorganisationen waren solche, die ihrerseits von einer Aktionsorganisation gesteuert wurden und die Aktionsorganisation unterstützten. Sie sollten dem Justizministerium Namen und Adressen ihres Hauptsitzes sowie ihrer Funktionäre, die Aktionsorganisationen zusätzlich alle Mitglieder, mitteilen sowie Auskunft über ihre Geldströme und die Verwendung von Alias- oder Decknamen geben. Das Justizministerium sollte dies in einer jährlichen Liste veröffentlichen. Als Berufungsinstanz gegen einen Eintrag in der Liste war das Subversive Activities Control Board (SACB) vorgesehen, dessen fünf Mitglieder vom Präsidenten ernannt und vom Senat bestätigt werden sollten. Es sollte ähnlich wie ein Kongressausschuss, etwa das Komitee für unamerikanische Umtriebe (HUAC), arbeiten und Zeugen unter Strafandrohung vorladen und vereidigen dürfen. Mitglieder kommunistischer Organisationen durften keine staatlichen Ämter bekleiden oder in der Rüstungsindustrie arbeiten, Staatsangestellte durften nicht Mitglieder als kommunistisch registrierter Organisationen sein oder diese unterstützen. Das Emergency Detention Amendment sah schließlich eine Internierung von Mitgliedern registrierter Organisationen und spionageverdächtigen Personen vor, falls der Präsident einen nationalen Notstand ausruft. Verboten wurde die „Verschwörung mit anderen, um substanziell zur Errichtung einer totalitären Diktatur“ in den Vereinigten Staaten beizutragen. Die Formulierung „substantieller Beitrag“ war bewusst vage, schon die Lektüre marxistischer Schriften an einer Universität konnte als Beitrag aufgefasst werden. In einer Präambel wurde die Notwendigkeit des Gesetzes mit der Bedrohung durch die Sowjetunion begründet.

## Veto, Kritik und Rechtsprechung
Im Gesetzgebungsprozess wurde der McCarran Act angegriffen, weil er dem Staat die Kontrolle über die Ansichten seiner Bürger und ihre Einstufung als staatsfeindlich einräumt. Auch verletze er das Fünfte Amendment, wonach niemand durch den Staat gezwungen werden darf, sich selbst zu belasten. Die beiden großen Tageszeitungen New York Times und Washington Post sprachen sich gegen das Gesetz aus. Es wurde aber mit großer Mehrheit verabschiedet. Am 22. September 1950 legte Präsident Harry S. Truman sein Veto gegen das Gesetz ein. Er begründete dies damit, dass es dem Staat Gedankenkontrolle ermögliche, das Recht auf freie Meinungsäußerung einschränke, die USA politisch isolieren und ihren Gegnern sowie Kommunisten – durch die Veröffentlichung von Listen wichtiger Rüstungsunternehmen – in die Hände spielen würde. Trumans Veto wurde aber vom Kongress überstimmt, und das Gesetz trat am 23. September 1950 in Kraft. Der Supreme Court stimmte 1952 in dem Urteil Carlson v. Landon der Deportationsgesetzgebung mit einer Mehrheit von 5:4 zu. 1961 erklärte er die Registrierung für verfassungsgemäß, erst 1965 hob ein Urteil, Albertson vs. SACB, die Verpflichtung zur Registrierung von Einzelpersonen wegen Verstoßes gegen das fünfte Amendment auf.

## Geltung und Anwendung
Teile des Gesetzes wurden 1971 und 1993 aufgehoben.
Das Gesetz wurde gegen Daniel Ellsberg und Chelsea Manning angewendet.

## Kulturelle Rezeption
In dem Film Strafpark wird die vom Gesetz vorgesehene Internierung verdächtiger Personen fiktional dargestellt.